# Konstantin Grigorjewitsch Scharowarow
Konstantin Grigorjewitsch Scharowarow (russisch Константин Григорьевич Шароваров, belarussisch Канстанцін Рыгоравіч Шаравараў;Transkription Kanstanzin Ryhorawitsch Scharawarau; * 15. August 1964 in Minsk) ist ein belarussischer Handballtrainer und ehemaliger Handballspieler, der zumeist auf Rechtsaußen eingesetzt wurde.
Der 1,81 m große und 79 kg schwere Linkshänder stammt aus der großen Handballtalentschmiede von SKA Minsk. Dort wechselte er sich auf der Außenposition mit Juri Schewzow ab. Mit dem Armeeklub gewann er fünfmal die sowjetische Meisterschaft, dreimal den Europapokal der Landesmeister sowie zweimal den Europapokal der Pokalsieger. Mit der sowjetischen Nationalmannschaft wurde Konstantin Scharowarow bei den Olympischen Spielen 1988 in Seoul Olympiasieger. Für den Olympiasieg erhielt er die Auszeichnung Verdienter Meister des Sports der UdSSR. Zwei Jahre später gewann er bei der Weltmeisterschaft die Silbermedaille.
Ein Jahr vor den Olympischen Spielen 1992 riss ihm die Achillessehne. Nach vier Monaten gab er sein Comeback und zog sich erneut einen Riss zu. Dadurch musste er nicht nur seinen Traum vom zweiten Gold endgültig begraben, sondern auch seine gesamte Karriere stand vor dem Aus, da die Ärzte befürchteten, dass er nie mehr richtig gehen könnte. Doch Scharowarow wollte spielen, egal in welcher Liga. So wechselte er 1992 nach Deutschland zum Zweitligisten SV Blau-Weiß Spandau. Nach einem Jahr ging er nach Israel zu Maccabi Rischon LeZion, kehrte aber nach zwei Spielzeiten nach Minsk zurück, wo er 1996 belarussischer Meister wurde. Nach einem weiteren Jahr in Israel kam er 1997 nach Schweden und spielte bis 2001 für GF Kroppskultur und Anderstorps SK.
Nach seinem Karriereende übernahm Scharowarow 2004 die Frauenmannschaft BNTU BelAZ Minsk und war Assistenztrainer der belarussischen Frauennationalmannschaft.

## Erfolge
als Spieler
- Sowjetischer Meister 1984, 1985, 1986, 1988 und 1989
- Sowjetischer Vize-Meister 1983, 1987 und 1990
- Europapokal der Pokalsieger 1983 und 1988
- Europapokal der Landesmeister 1987, 1989 und 1990
- Belarussischer Meister 1996
- Olympiasieger 1988
- Vize-Weltmeister 1990

als Trainer
- Belarussischer Meister 2005, 2006, 2007, 2009, 2010, 2011, 2012, 2013 und 2014
- Belarussischer Pokalsieger 2005, 2006, 2009, 2010, 2011, 2012, 2013 und 2014